# Clara Ponsot

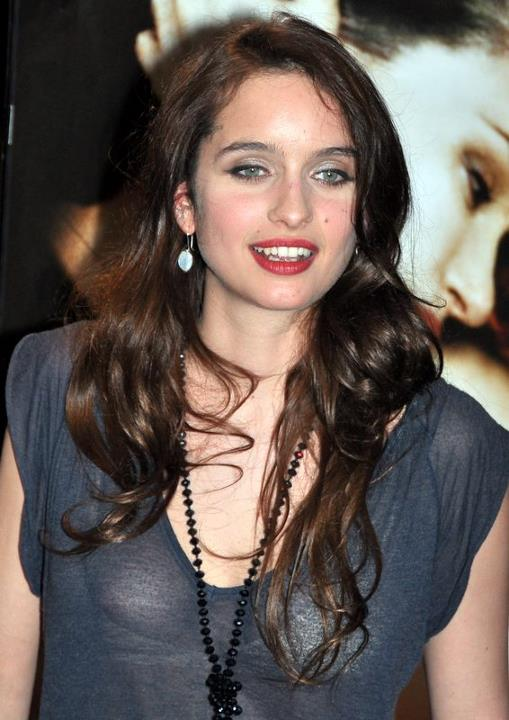
Clara Ponsot

Clara Ponsot (* 25. Januar 1989) ist eine französische Theater- und Filmschauspielerin.

## Leben
Clara Ponsot war bereits in ihrer Jugend als Theater-Schauspielerin tätig und hatte 2006 ihre ersten Auftritte in Film und Fernsehen. Sie absolvierte ein Schauspielstudium am Conservatoire national supérieur d’art dramatique in Paris mit dem Abschluss 2012. Im selben Jahr spielte sie die Hauptrolle im italienischen Liebesdrama Cosimo e Nicole.
2013 verkörperte sie „Melita“ in der Komödie Eine Hochzeit und andere Hindernisse. 2015 war sie im Drama Endlich frei als „Antonia“ zu sehen. 2018 spielte sie in der deutschen Fernsehserie Das Boot die französische Barfrau „Natalie“.

## Filmografie (Auswahl)
- 2006: Madame le proviseur (Fernsehserie, 2 Folgen)
- 2006: Kommissar Moulin (Commissaire Moulin, Fernsehserie, Folge 7x07)
- 2008: Die Möglichkeit einer Insel (La possibilité d’une île)
- 2008: Le silence de l’épervier (Fernsehserie, 5 Folgen)
- 2009: Joséphine, ange gardien (Fernsehserie, Folge 12x05)
- 2009: Komplizen (Complices)
- 2009: Tödlicher Schwarm – Sie greifen an! (Panique!, Fernsehfilm)
- 2010: Bus Palladium
- 2010–2013: Les Dames (Fernsehserie, 5 Folgen)
- 2011: Who Killed Marilyn? (Poupoupidou)
- 2012: Männer und die Frauen (Les Infidèles)
- 2012: Bye Bye Blondie
- 2012: Cosimo e Nicole
- 2013: Eine Hochzeit und andere Hindernisse (Des gens qui s’embrassent)
- 2015: Endlich frei (Peur de rien)
- 2018: Ma mère, le crabe et moi (Fernsehfilm)
- 2018: Das Boot (Fernsehserie, 4 Folgen)
- 2018: Du soleil dans mes yeux
- 2019: Croce e delizia
- 2019: Place des victoires
- 2019: La bataille du rail
- 2020: Anständige Leute (Des gens bien, Kurzfilm)
- 2021: Les héroïques
- 2022: L’immensità – Meine fantastische Mutter (L’immensità)
- 2023: Come pecore in mezzo ai lupi
- 2023: Esperando a Dalí
- 2023: Polar Park – Eiskalte Morde (Polar Park, Fernsehserie, 4 Folgen)
- 2024: Signora Volpe (Fernsehserie, Folge 2x03)
- 2025: L'abbaglio
- 2025: W Muozzart!